# Aquapark Olomouc
Aquapark Olomouc is een waterpark in de Moravische stad Olomouc. Het aquapark is op 1 mei 2009 geopend en de eerste in zijn soort in Moravië. De attracties bevinden zich zowel buiten als binnen op een terrein van bijna twee hectare. Aquapark Olomouc bevindt zich  op een halve kilometer van de kruising van de snelwegen D35 en D46.